# Декатлон
„Декатлон“ (на френски: Decathlon) е голяма френска верига от магазини, предлагащи спортни стоки и екипировка. Към 2021 година разполага с над 1697 магазина в 60 държави по света и е най-големият продавач в този сектор.
Създадена е през 1976 година от Мишел Льоклер, като първият магазин е в Лил.
Компанията създава и собствени брандове екипировка за различни видове спорт, като например B'Twin за колоездене, Kalenji за бягане, Kipsta за отборни спортове, Nabaiji за плуване, Quechua за планинарство, Wed'Ze за ски/сноуборд и много други.
В България веригата навлиза през 2012 година и към 2022 година има 10 локации в 8 града.

## Магазини
Към май 2021 г. Decathlon управлява 1655 магазина на Decathlon по целия свят в близо 1000 града и 65 държави.
Онлайн доставката е въведена в Австралия, Бангладеш, Белгия, Бразилия, България, Чехия, Чили, Колумбия, Естония, Франция, Германия, Гърция, Хонконг, Унгария, Индия, Индонезия, Ирландия, Израел, Италия, Япония, Латвия, Китай, Мексико, Холандия, Полша, Португалия, Филипините, Румъния, Сингапур, Испания, Швеция, Тайван, Турция, Украйна, Обединеното кралство, Египет, Малайзия, Тайланд, Виетнам и Канада.
След руската инвазия в Украйна през 2022 година много международни компании се оттеглят от Русия. Вместо това Decathlon обявява, че ще продължи дейността си, привличайки значителна критика и бойкот от потребителите. На 29 март обаче компанията официално преустановява дейността си и затваря всичките си магазини в Русия.